# Ratlam (ciutat)
Ratlam (hindi रतलाम), també històricament Ratnapuri, és una ciutat i municipi de Malwa a Madhya Pradesh, capital del districte de Ratlam i abans del principat de Ratlam (1651-1948).
Està situada a 23° 19′ 47″ N, 75° 02′ 36″ E / 23.329804°N,75.043402°E. Segons el cens del 2001 la població era de 221.267 habitants. La població el 1881 era de 31.066, el 1891 de 29.822 i el 1901 de 36.321 habitants. L'edifici més important dels antics és el palau del raja; hi ha també alguns establiments jainistes.

## Història
Vegeu Ratlam